# محافظة المجاردة
محافظة المجاردة هي محافظة سعودية تابعة لمنطقة عسير في السعودية وتقع في إقليم تهامة. عاصمتها الإدارية هي مدينة المجاردة.

## الموقع الجغرافي
تقع المجاردة شمال غرب منطقة عسير على مسافة 150كم، ويحدها من الشمال محافظة العرضيات التابعة لمنطقة مكة المكرمة، ويحدها من الجنوب محافظة بارق، ومن الشرق محافظة النماص، ومن الغرب محافظتي بارق والقنفذة.

## المعالم التاريخية والسياحية
تتميز محافظة المجاردة ومراكزها بالعديد من القرى التراثية والآثار والمواقع السياحية الجميلة، حيث تتنوع جغرافيتها مما يميزها عن بقية المحافظات، مثل: قرية الخطوة التراثية – بني هلال – جبل ريمان – جبل سميعة – جبل تهوا.

## السكان
- بلغ عدد سكان محافظة المجاردة (48,302) نسمة حسب تعداد السعودية 2022، عدد السعوديين (38,016) نسمة، وعدد غير السعوديين (10,286) نسمة.[4]
- بلغ عدد سكان محافظة المجاردة 53,418 نسمة عام 2010م.[5]

| المركز              | عدد السكان 2010 |
| ------------------- | --------------- |
| المجاردة (شامل خاط) | 36052 نسمة      |
| عبس                 | 3248 نسمة       |
| ختبة                | 3600 نسمة       |
| ثربان (الطلاليع)    | 6214 نسمة       |
| أحد ثربان           | 4304 نسمة       |

## المناخ
تتصف المجاردة بمناخها الحار صيفًا والمعتدل الدافئ شتاءً، ويعتدل المناخ في المرتفعات صيفًا وتتميز بالطقس الشتوي في فصل الشتاء خاصة في المرتفعات بينما يميل إلى الدفء في المنخفضات.

## الزراعة
تنتشر في وديانها أشجار الموز والليمون والعنبروت والأشجار العطرية في أعالي الجبال مثل الريحان، والبرك، والشيح، والنعناع، وكذلك أشجار البن في أعالي جبل ريمان وأشجار الزيتون البري وغيرها من الأشجار الأخرى التي تكتظ بها جبال هذه المحافظة كما تزرع في أطراف المحافظة الخضراوات والفواكه المحلية.